# Besoin d'amour (film)
Pour les articles homonymes, voir Besoin d'amour.
Pour plus de détails, voir Fiche technique et Distribution.
Besoin d'amour (anglais : Misunderstood) est un film américain réalisé par Jerry Schatzberg et sorti en 1984. 
C'est une adaptation du roman de Florence Montgomery paru en 1869, qui avait également servi de base au scénario de L'Incompris de Luigi Comencini en 1966. L'action de Besoin d'amour se déroule cette fois en Tunisie.

## Synopsis
Ned Rawley est un armateur américain établi en Tunisie, où son entreprise prospère l'accapare. Il vit dans une magnifique villa avec ses deux fils, Andrew et Miles, dont s'occupe une gouvernante nouvellement arrivée car leur mère vient de mourir dans un hôpital à l'étranger. Le père décide de cacher cette tragédie au plus jeune, Miles, inventant un voyage prolongé de sa mère.
Il traite en revanche l'aîné en « homme », lui révélant la disparition de sa mère, mais il reste froid avec lui, ayant peur d'exprimer ses sentiments. Il ne se rend pas compte que son fils manque en réalité d'affection et souffre des absences et de la dureté de l'éducation que lui impose son père, qui reporte toutes ses attentions sur le plus jeune.
C'est finalement à l'occasion de l'accident provoqué par Andrew que père et fils se rapprocheront.

## Fiche technique
- Titre original : Misunderstood
- Titre français : Besoin d'amour
- Réalisation : Jerry Schatzberg
- Scénario : Barra Grant, d'après le roman de Florence Montgomery
- Photographie : Pasqualino De Santis
- Direction artistique : Joël Schiller
- Musique : Michael Hoppe
- Production : Tarak Ben Ammar
- Pays d'origine : États-Unis
- Format : couleur - 35 mm - 1,85:1 - mono
- Genre : drame
- Durée : 91 minutes
- Dates de sortie : 30 mars 1984 aux États-Unis

## Distribution
- Gene Hackman (VF : Georges Aminel) : Ned Rawley, le père
- Henry Thomas : Andrew, le fils aîné
- Huckleberry Fox : Miles, le fils cadet
- Rip Torn : Will
- Maureen Kerwin : Kate, assistante de Ned Rawley
- Susan Anspach : Lilly
- Moncef Dhouib : un serviteur
- Nabil Massad : monsieur Jallouli

## Autour du film
Contrairement à L'Incompris de Comencini, le film se conclut par un happy end imposé par le producteur Tarak Ben Ammar, responsable du montage définitif, contre l'avis du réalisateur. Il propose ainsi une larmoyante réconciliation finale entre le père et le fils, alors que le garçon meurt des suites de son accident dans le film de Comencini.
La réalisatrice Nadia El Fani commence sa carrière en tant que stagiaire sur le tournage de ce film